# STS-51-D
STS-51-Dは、アメリカ航空宇宙局(NASA)のスペースシャトル計画の16回目のミッションであり、ディスカバリーの4回目の飛行である。1985年4月12日に行われたフロリダ州のケネディ宇宙センターからの打上げは、固体ロケットブースタの回収エリアにボートが迷い込んだことから、55分間遅れた。STS-51-Dは、延長された3度目のスペースシャトルのミッションになった。
4月19日、1週間の飛行を終え、ディスカバリーはケネディ宇宙センターに着陸した。着陸の際に、シャトルのブレーキは大きく損傷し、タイヤは破裂した。この出来事のせいで、前輪ステアリングが開発され、実装されるまで、これ以降の着陸は全てカリフォルニア州のエドワーズ空軍基地で行われることとなった。

## 乗組員
- 船長 - カロル・J・ボブコ（英語版） (2)
- 操縦手 - ドナルド・ウィリアムズ（英語版） (1)
- ミッションスペシャリスト1 - マーガレット・レア・セッドン (1)
- ミッションスペシャリスト2 - デヴィッド・グリッグス（英語版） (1)
- ミッションスペシャリスト3 - ジェフリー・ホフマン（英語版） (1)
- ペイロードスペシャリスト1 - チャールズ・ウォーカー（英語版） (2)
- ペイロードスペシャリスト2 - ジェイク・ガーン (1)

ガーンは、ユタ州選出の共和党上院議員で、オブザーバーとして参加した。彼は、宇宙を訪れた初めてのアメリカ人国会議員となった。

### 宇宙遊泳
ホフマンとグリッグス
- 開始:1985年4月16日
- 終了:1985年4月16日
- 期間:3時間6分

## ミッションの概要
このミッションで、乗組員は2機の通信衛星Telesat-IとSyncom IV-3を放出した。Telesat-IはPayload Assist Module(PAM-D)のモーターに接続され、放出に成功した。しかしSyncom IV-3はアンテナの展開か、または近地点キックモーターの点火に失敗した。衛星のシーケンサー開始レバーが適切な位置になっていることを確認するために、STS-51-Dは2日間延長された。グリッグスとホフマンは計画にない船外活動を行い、シャトル・リモート・マニピュレータ・システムに手製の「ハエ叩き」を取り付けた。その後セッドンは、シャトル・リモート・マニピュレータ・システムを用いて衛星の開始レバーを引いたが、展開後シーケンスは作動しなかった。
その他のペイロードには、6度目の飛行となるContinuous Flow Electrophoresis System(CFES) III、2つのShuttle Student Involvement Program(SSIP)、American Flight Echo-cardiograph(AFE)、2つのGetaway Special、一連のPhase Partitioning Experiments(PPE)、天文写真照合試験、いくつかの医学実験、微小重力環境で単純な玩具の共同を調べ、結果を学校の生徒達が使うことができる非公式実験の"Toys in Space"等があった。
1985年4月19日の着陸の際、シャトルのブレーキは大きく損傷し、タイヤは破裂した。この出来事のせいで、前輪ステアリングが開発され、実装されるまで、これ以降の着陸は全てカリフォルニア州のエドワーズ空軍基地で行われることとなった。

## 起床コール
NASAは、ジェミニ計画の際に、宇宙飛行士のために音楽をかけることを始め、アポロ15号の時に初めて起床のために音楽を使った。それぞれの曲は、しばしば宇宙飛行士の家族が特別に選んだもので、乗組員に個人的な特別な意味のあるものや日々の活動に適したものである。
| 日    | 曲                             | 歌手/作曲家                                |
| ----- | ------------------------------ | ------------------------------------------ |
| Day 2 | 『トップ・オブ・ザ・ワールド』 | カーペンターズ                             |
| Day 3 | "Rescue Aid Society"           | ディズニー映画『ビアンカの大冒険』の挿入曲 |

## Gallery

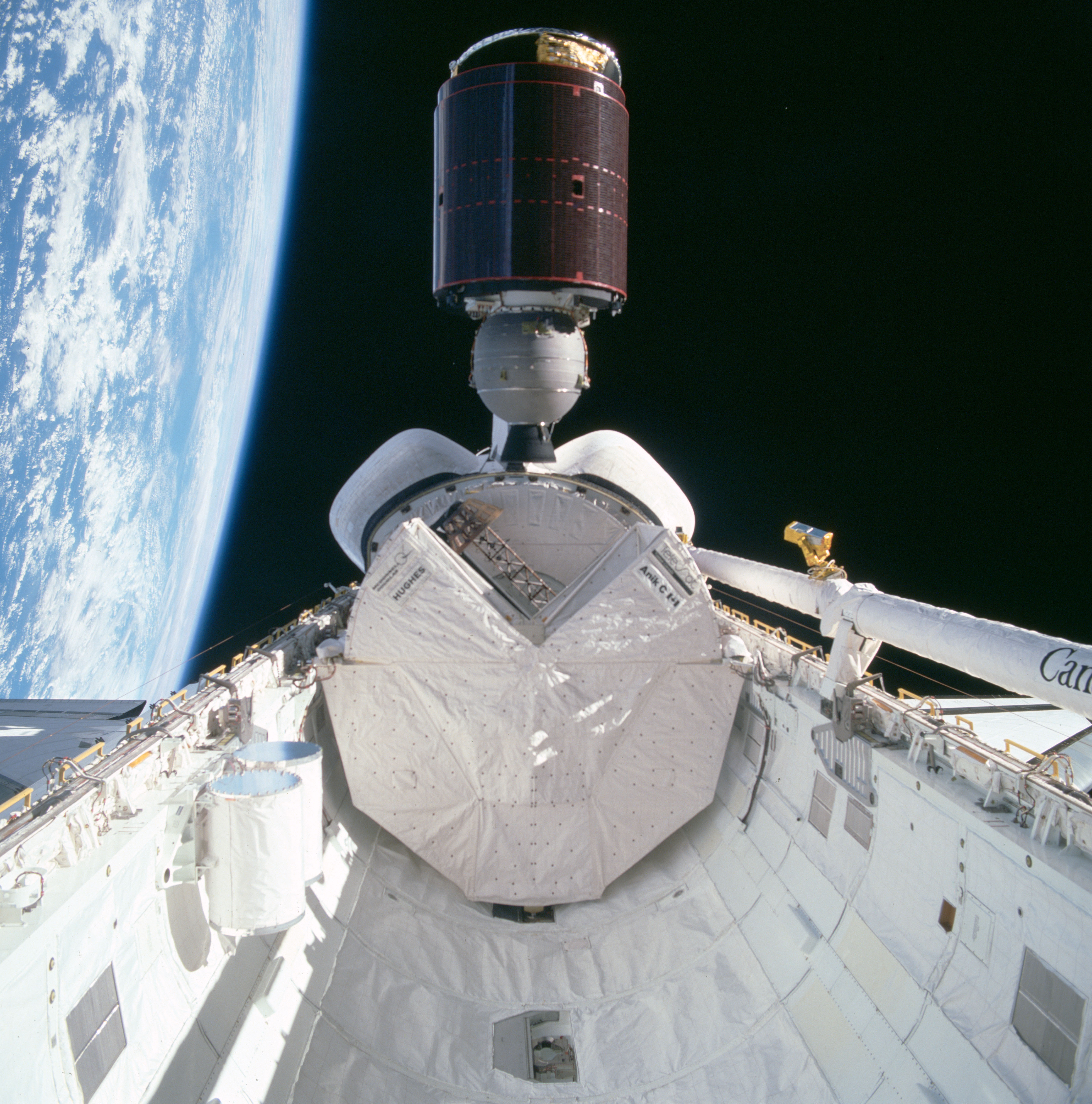
展開されるTelesat-I
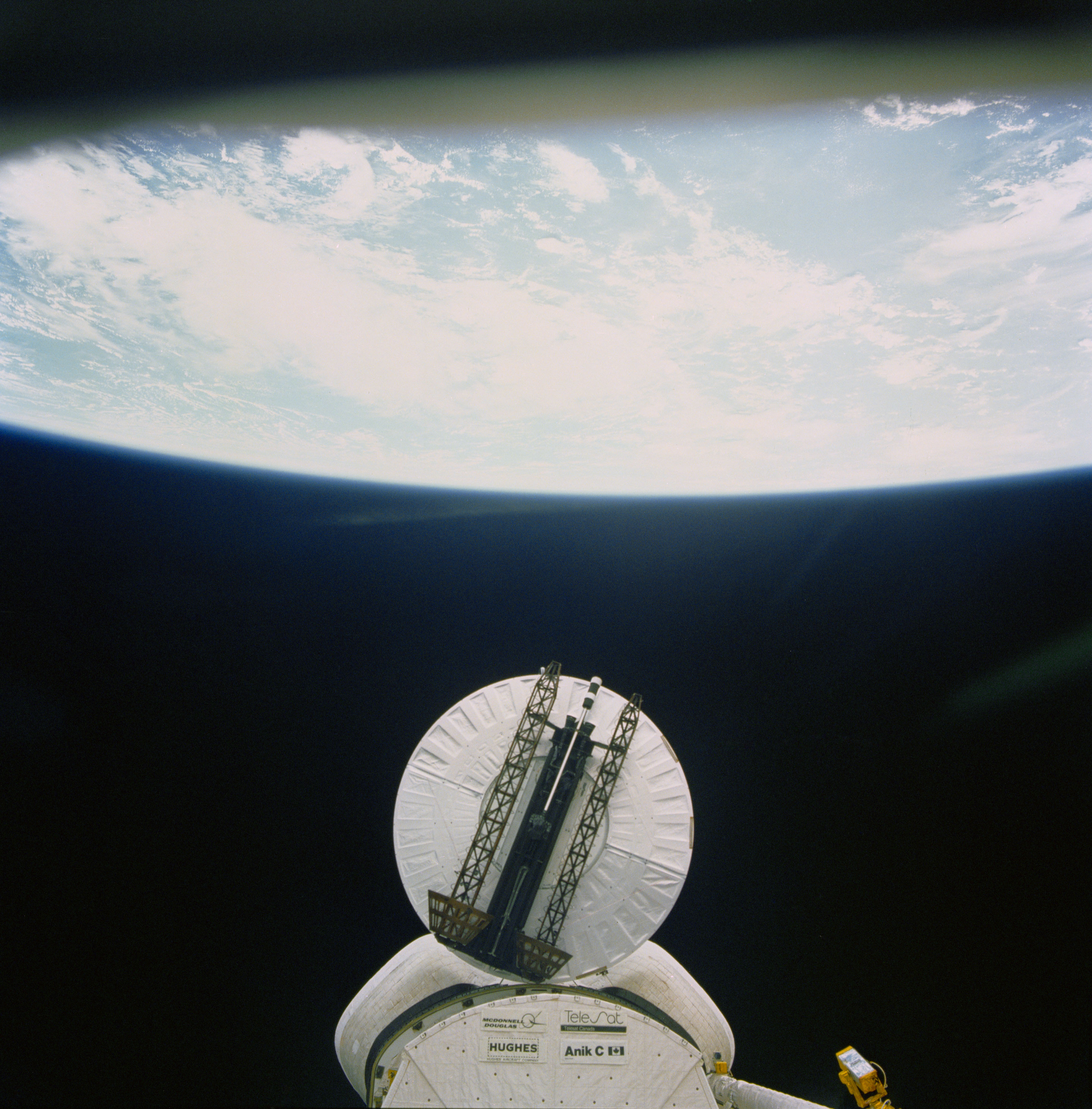
展開されるSyncom IV-3
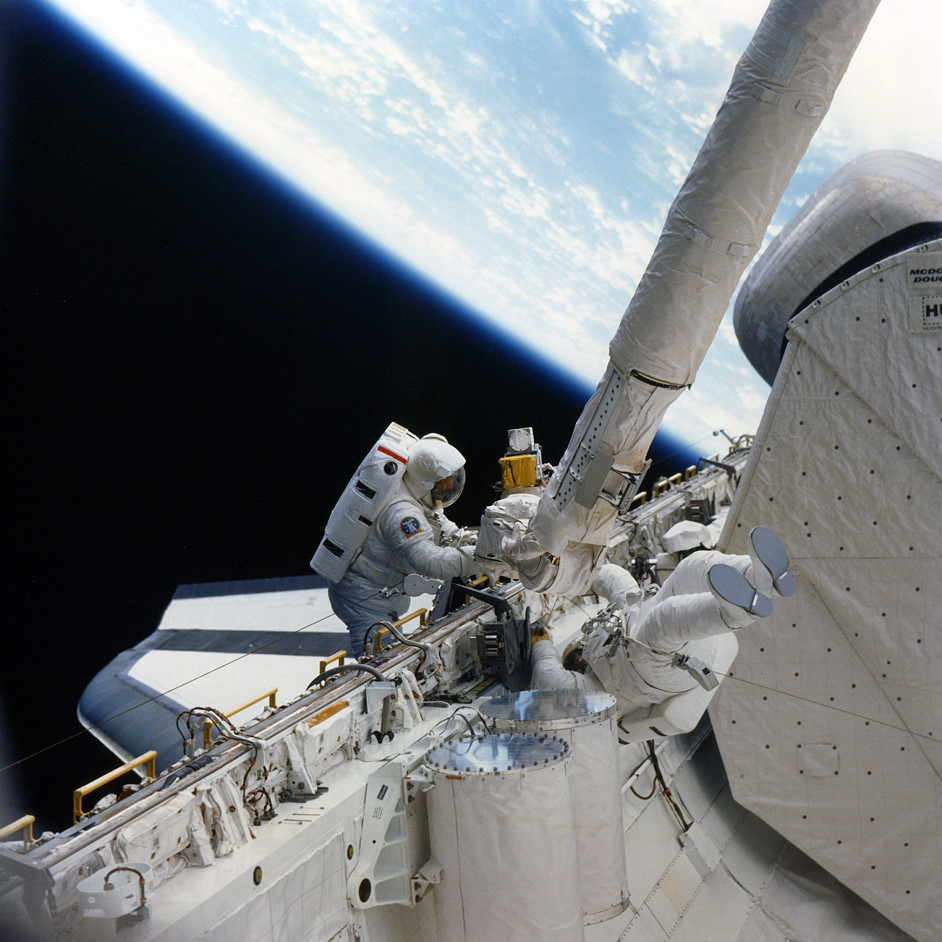
「ハエとり」を取り付けるホフマンとグリッグス